# NGC 4869
NGC 4869 est une galaxie elliptique située dans la constellation de la Chevelure de Bérénice. Sa vitesse par rapport au fond diffus cosmologique est de 7 128 ± 21 km/s, ce qui correspond à une distance de Hubble de 105,1 ± 7,4 Mpc (∼343 millions d'al). NGC 4869 a été découverte par l'astronome germano-britannique William Herschel en 1785.

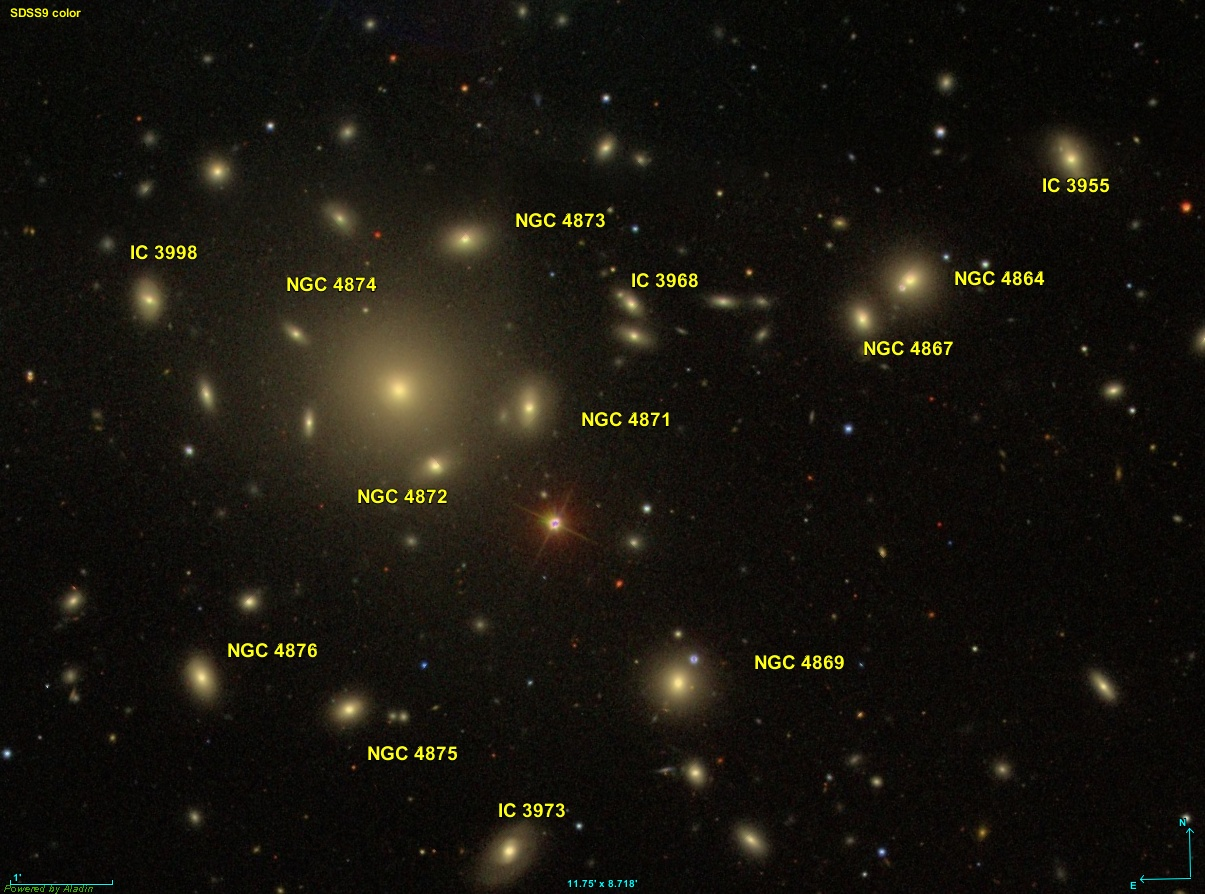
De nombreuses galaxies se trouvent dans la même région de la sphère céleste que NGC 4869, mais selon les sources consultées peu d'entre elles font partie d'un groupe de galaxies.

NGC 4869 présente un jet d'ondes radio et c'est aussi une galaxie à noyau passif (passive nucleus PAS).
À ce jour, neuf mesures non basées sur le décalage vers le rouge redshift) donnent une distance de 114,778 ± 30,893 Mpc (∼374 millions d'al), ce qui est à l'intérieur des valeurs de la distance de Hubble. Notons cependant que c'est avec la valeur moyenne des mesures indépendantes, lorsqu'elles existent, que la base de données NASA/IPAC calcule le diamètre d'une galaxie et qu'en conséquence le diamètre de NGC 4869 pourrait être d'environ 26,1 kpc (∼85 100 al) si on utilisait la distance de Hubble pour le calculer.
La désignation DRCG 27-105 est utilisée par Wolfgang Steinicke pour indiquer que cette galaxie figure au catalogue des amas galactiques d'Alan Dressler. Les nombres 27 et 105 indiquent respectivement que c'est le 27e amas de la liste, soit Abell 1656 (l'amas de la Chevelure de Bérénice), et la 105e galaxie de cette liste. Cette même galaxie est aussi désignée par ABELL 1656:[D80] 105 par la base de données NASA/IPAC, ce qui est équivalent. Dressler indique que NGC 4869 est une galaxie elliptique de type E.

## Trou noir supermassif
Selon les auteurs d'un article publié en 2002, la masse du trou noir central de NGC 4869 est de 1,32 x 108{\displaystyle M_{\odot }} (108,12{\displaystyle M_{\odot }}).